# 赤道ギニアの教育
赤道ギニアの教育は14歳まで無償かつ義務である。1993年に於いて、総就学率は149.7%であり、純就学率は83.4%だった。遅れて入学するシステムと高い退学率は一般的であり、女子は男子よりも退学する傾向にあり、約24%の入学が全年齢の中で適した生徒である。
5年間の初等教育に続き、4年間の前期中等教育と3年間の後期中等教育が続く。2001年には、3歳から6歳までの約35%の児童が何らかの就学前教育プログラムに登録していた。
全学生の約45%が各自の初等教育を終えていると推測される。2000年の学生対教員の比率は初等教育で約43:1、中等教育では23:1であった。
赤道ギニア国立大学は第一の高等教育機関である。2004年の成人識字率は84.2%であり、男性は92.1%、女性は76.4%であった。
2003年現在、教育への公共支出はGDPの0.6%、政府総支出の1.6%であったと推計された。

## 総合大学と単科大学
- マラボとバタのエンリケ・ノボ・オケンベ国立コレヒオ[2]

## 脚註
1. 1 2 3  "Equatorial Guinea". 2001 Findings on the Worst Forms of Child Labor. Bureau of International Labor Affairs, U.S. Department of Labor (2002). This article incorporates text from this source, which is in the public domain.
2. ↑  "TECHNICAL SUPPORT PROJECT FOR SOCIAL INVESTMENT AND CAPACITY BUILDING IN EQUATORIAL GUINEA", Design and Implementation Plan, Contract No. DFD-I-00-05-0020 TO #2, (September 2006 through August 2008).